# Cseh labdarúgó-válogatott
A cseh labdarúgó-válogatott Csehország nemzeti labdarúgó csapata, amelyet a cseh labdarúgó-szövetség (csehül: Českomoravský fotbalový svaz) irányít. A cseh labdarúgó-válogatott 1901-ben alakult. 1992-ig Bohémia, illetve Csehszlovákia tagjaként szerepeltek a különböző világversenyeken. Az 1996-os labdarúgó-Európa-bajnokságon a második helyen végeztek, rá egy évre pedig az 1997-es konföderációs kupán a harmadik helyet szerezték meg.
A 2004-es Európa-bajnokságon az elődöntőig jutottak. Világbajnokságon eddig egy alkalommal, 2006-ban szerepeltek, ahol a csoportkör után búcsúztak.

## A válogatott története

### Csehszlovákia előtt
Az első világháború előtt a mai Csehország az Osztrák–Magyar Monarchia része volt. 1903 és 1908 közt csapata hét nemzetközi mérkőzést játszott, hetet Magyarország és egyet Anglia ellen. 1903. április 5-én, első mérkőzésükön 2–1-re kikaptak Magyarországtól Budapesten. 1939-ben a Cseh–Morva Protektorátus színeiben ismét játszottak három mérkőzést Jugoszlávia, a Harmadik Birodalom részét képező Ausztria (Ostmark) és Németország ellen.

### Csehszlovákia részeként
Amikor Csehország Csehszlovákia része volt két alkalommal jutottak világbajnoki döntőbe, 1934-ben és 1962-ben, de mindkettőt elveszítették. Az 1976-os Európa-bajnokságot azonban megnyerték. 

### 1990-es évek
Csehszlovákia 1993-as felbomlása után alakult meg a cseh nemzeti labdarúgó-válogatott. Első mérkőzésüket Törökország ellen játszották 1994-ben és 4–1 arányban győztek. Az 1996-os labdarúgó-Európa-bajnokság selejtezőiben 6 győzelemmel, 3 döntetlennel és egy Luxemburg ellen elszenvedett kínos vereséggel az első helyen végeztek. Az Európa-bajnokságon Németország ellen egy 2–0-s vereséggel nyitottak, majd az olaszokat 2–1-re legyőzték. Oroszország ellen 3–3-as döntetlent értek el. A negyeddöntőben Portugáliát 1–0-ra verték, majd az elődöntőben Franciaország ellen tizenegyesrúgásokkal jutottak tovább. A döntőben ismét Németországgal találkoztak és ugyan megszerezték a vezetést, de a németek fordítani tudtak. Csehország ezüstérmesként zárta a tornát.
A sikeres Eb-szereplés után nem sikerült kijutniuk az 1998-as labdarúgó-világbajnokságra, miután Spanyolország és Jugoszlávia mögött a második helyen végeztek a selejtezőcsoportban.

### 2000-es évek
A 2000-es Európa-bajnokság selejtezőiben mind a tíz mérkőzésüket megnyerték és csak 5 gólt kaptak. Az Eb-n azonban már nem voltak ennyire szerencsések. Első két mérkőzésüket elveszítették Hollandia (0–1) és Franciaország (1–2) ellen. Dániát ugyan megverték 2–0-ra, de ez már nem volt elég a továbbjutáshoz.
Következett a 2002-es világbajnokság, amiről szintén lemaradtak a csehek. Belgium ellen a pót-selejtezőben véreztek el.
A csalódás ellenére a válogatott egyre egységesebb lett, a legnagyobb sztárok: Pavel Nedvěd, Jan Koller, Tomáš Rosický, Milan Baroš, Marek Jankulovski, Tomáš Galásek nagynevű európai klubokban futballoztak. Hozzájuk csatlakozott a fiatal tehetséges kapus Petr Čech. A cseh válogatott 2002-ben és 2003-ban tizenkilenc mérkőzésen 53 gólt szerezve veretlen maradt. A 2004-es EB selejtezőiben 100%-os mérleggel zártak. A 20 mérkőzésen át tartó veretlenségi széria 2004. március 31-én ért véget, ekkor Dublinban az írektől kaptak ki 2–1-re. A csehek tehát titkos esélyesként jutottak ki a 2004-es portugáliai Európa-bajnokságra. A D csoportban Lettország ellen mutatkoztak be és 2–1-re megnyerték a párharcot. Hollandia ellen 2–0-s hátrányból álltak fel és fordították a javukra az eredményt (3–2). Németországot az utolsó körben 2–1-re győzték le, így mindhárom csoportmérkőzésüket megnyerve jutottak tovább. A legjobb nyolc között Dániát simán verték 3–0-ra. Az elődöntőben Görögország volt az ellenfelük és a hellének a hosszabbítás első félidejének utolsó percében szerzett ezüstgóllal 1–0-ra győztek. A cseheknek maradt a bronzérem, a görögök pedig megnyerték az Európa-bajnokságot.
A korábbi vb-selejtezőbeli kudarcokat feledtetve a 2006-os labdarúgó-világbajnokságra kijutott Csehország. A pótselejtezőben Norvégia legjobbjai ellen kellett bizonyítaniuk és Pavel Nedvěd vezérletével ez sikerült. Az USA 3–0-s legyőzésével a világbajnokságot biztatóan kezdték, bár egyik kulcsjátékosukat Jan Kollert sérülés miatt elveszítették és a továbbiakban már nem számíthattak rá. Ghána ellen nem túl jó előjelekkel készülhettek a csehek ugyanis Milan Barosra se számíthatott Karel Brückner szövetségi kapitány. A gondokat csak tetézte Tomáš Ujfaluši kiállítása és végül 2–0-s vereséget szenvedtek. az utolsó mérkőzésükön mindenképpen győzniük kellett volna Olaszország ellen, azonban ez nem sikerült és 2–1-re kikaptak.
A 2008-as Európa-bajnokságra ismét sikerrel vették a selejtezőbéli akadályokat és kijutottak. A sorsolást követően a házigazda Svájc, Portugália és Törökország társaságában az A csoportba kerültek . A nyitómérkőzésen a házigazda Svájcot 1–0-ra legyőzték. Portugáliától 3–1-es vereséget szenvedtek, Törökország ellen pedig drámai csatában maradtak alul (2–3). A csehek már 2–0-ra vezettek és biztosnak tűnt a győzelmük, azonban az utolsó negyedórában 3 gólt szereztek a törökök.
A 2010-es labdarúgó-világbajnokság selejtezőiben Szlovákia és Szlovénia mögött a csalódást keltő 3. helyen végeztek, ezért lemaradtak a tornáról.

### 2010-es évek
A 2012-es Európa-bajnokságra pótselejtező után sikerült kiharcolniuk a részvételt. Montenegró volt az ellenfelük és hazai pályán 2–0-s megnyugtató előnyt szerezve utazhattak Podgoricába. A visszavágót is sikerült 1–0-ra megnyerniük. 3–0-s összesítéssel jutottak tovább. Az Európa-bajnokságon az A csoportban szerepeltek Görögország, a házigazda Lengyelország és Oroszország társaságában. Első mérkőzésüket Oroszország ellen elveszítették 4–1-re. A csehek egyetlen gólját Václav Pilař szerezte. Görögországot Petr Jiráček és Pilař góljaival 2–1-re legyőzték. A harmadik mérkőzésükön a lengyeleket is sikerült megverniük 1–0-ra, így megvolt a továbbjutás méghozzá csoportgyőztesként. Először fordult elő az Európa-bajnokságok történetében, hogy egy csapat negatív gólkülönbséggel lett csoportelső. A negyeddöntőben Portugália ellen 1–0-s vereséget szenvedtek és kiestek.
A 2014-es világbajnokság selejtezőiben a B csoportban szerepeltek, az ellenfelek: Bulgária, Dánia, Málta, Olaszország és Örményország voltak. A csehek két gól nélküli döntetlennel– közte Málta 3–1-s legyőzésével– kezdtek Dánia és Bulgária ellen. Ezt követően Dániától odahaza szenvedtek 3–0-s vereséget. Örményország ellen sikerült győzniük idegenben, Olaszországgal hazai pályán döntetlen játszottak. A visszavágókon azonban kikaptak az örményektől és az olaszoktól is és ezzel gyakorlatilag elszálltak a továbbjutási remények. Az utolsó két selejtezőt Bulgária és Málta ellen megnyerték.
A 2016-os Európa-bajnokság selejtezőinek A csoportját Izland, Törökország, Hollandia, Kazahsztán és Lettország előtt megnyerték. A tornán a D csoportba kerültek. Spanyolország ellen kezdtek és nagyon sokáig 0–0-ra állt a találkozó, azonban a spanyolok a 87. percben betaláltak és 1–0-ra megnyerték a mérkőzést. Horvátország ellen már 2–0-s hátrányban is voltak a csehek, amikor a mérkőzés rövid időre a horvát szurkolók rendbontása miatt félbeszakadt. Miután újrakezdődött a játék a csehek előbb Milan Škoda révén szépítettek, majd a 89. percben Tomáš Necid büntetőjével egyenlítettek. Utolsó csoportmérkőzésüket Törökország ellen 2–0-ra elveszítették, így nem sikerült a továbbjutás.

## Nemzetközi eredmények
Labdarúgó-Európa-bajnokság
- Ezüstérmes: 1 alkalommal (1996)
- Bronzérmes: 1 alkalommal (2004)

Konföderációs kupa
- Bronzérmes: 1 alkalommal (1997)

### Világbajnokság
Ezüstérem
| Világbajnokság | Világbajnokság | Világbajnokság | Világbajnokság | Világbajnokság | Világbajnokság | Világbajnokság | Világbajnokság | Világbajnokság | Világbajnokság | Selejtezők    | Selejtezők    | Selejtezők    | Selejtezők    | Selejtezők    | Selejtezők    | Selejtezők    |
| Év             | Eredmény       | H.             | M              | Gy             | D              | V              | G+             | G–             | Keret          | H.            | M             | Gy            | D             | V             | G+            | G–            |
| Csehszlovákia  | Csehszlovákia  | Csehszlovákia  | Csehszlovákia  | Csehszlovákia  | Csehszlovákia  | Csehszlovákia  | Csehszlovákia  | Csehszlovákia  | Csehszlovákia  | Csehszlovákia | Csehszlovákia | Csehszlovákia | Csehszlovákia | Csehszlovákia | Csehszlovákia | Csehszlovákia |
| -------------- | -------------- | -------------- | -------------- | -------------- | -------------- | -------------- | -------------- | -------------- | -------------- | ------------- | ------------- | ------------- | ------------- | ------------- | ------------- | ------------- |
| 1930           | nem indult     | nem indult     | nem indult     | nem indult     | nem indult     | nem indult     | nem indult     | nem indult     | nem indult     | nem indult    | nem indult    | nem indult    | nem indult    | nem indult    | nem indult    | nem indult    |
| 1934           | Ezüstérem      | 2.             | 4              | 3              | 0              | 1              | 9              | 6              | Keret          | 1.            | 1             | 1             | 0             | 0             | 2             | 1             |
| 1938           | Negyeddöntő    | 5.             | 3              | 1              | 1              | 1              | 5              | 3              | Keret          | 1.            | 2             | 1             | 1             | 0             | 7             | 1             |
| 1950           | nem indult     | nem indult     | nem indult     | nem indult     | nem indult     | nem indult     | nem indult     | nem indult     | nem indult     | nem indult    | nem indult    | nem indult    | nem indult    | nem indult    | nem indult    | nem indult    |
| 1954           | Csoportkör     | 14.            | 2              | 0              | 0              | 2              | 0              | 7              | Keret          | 1.            | 4             | 3             | 1             | 0             | 5             | 1             |
| 1958           | Csoportkör     | 9.             | 4              | 1              | 1              | 2              | 9              | 6              | Keret          | 1.            | 4             | 3             | 0             | 1             | 9             | 3             |
| 1962           | Ezüstérem      | 2.             | 6              | 3              | 1              | 2              | 7              | 7              | Keret          | 1.            | 5             | 4             | 0             | 1             | 20            | 7             |
| 1966           | nem jutott ki  | nem jutott ki  | nem jutott ki  | nem jutott ki  | nem jutott ki  | nem jutott ki  | nem jutott ki  | nem jutott ki  | nem jutott ki  | 2.            | 6             | 3             | 1             | 2             | 12            | 4             |
| 1970           | Csoportkör     | 15.            | 3              | 0              | 0              | 3              | 2              | 7              | Keret          | 1.            | 7             | 5             | 1             | 1             | 16            | 7             |
| 1974           | nem jutott ki  | nem jutott ki  | nem jutott ki  | nem jutott ki  | nem jutott ki  | nem jutott ki  | nem jutott ki  | nem jutott ki  | nem jutott ki  | 2.            | 4             | 2             | 1             | 1             | 9             | 3             |
| 1978           | nem jutott ki  | nem jutott ki  | nem jutott ki  | nem jutott ki  | nem jutott ki  | nem jutott ki  | nem jutott ki  | nem jutott ki  | nem jutott ki  | 2.            | 4             | 2             | 0             | 2             | 4             | 6             |
| 1982           | Csoportkör     | 19.            | 3              | 0              | 2              | 1              | 2              | 4              | Keret          | 2.            | 8             | 4             | 2             | 2             | 15            | 6             |
| 1986           | nem jutott ki  | nem jutott ki  | nem jutott ki  | nem jutott ki  | nem jutott ki  | nem jutott ki  | nem jutott ki  | nem jutott ki  | nem jutott ki  | 4.            | 8             | 3             | 2             | 3             | 11            | 12            |
| 1990           | Negyeddöntő    | 6.             | 5              | 3              | 0              | 2              | 10             | 5              | Keret          | 2.            | 8             | 5             | 2             | 1             | 13            | 3             |
| Csehország     |                |                |                |                |                |                |                |                |                |               |               |               |               |               |               |               |
| 1994           | nem jutott ki  | nem jutott ki  | nem jutott ki  | nem jutott ki  | nem jutott ki  | nem jutott ki  | nem jutott ki  | nem jutott ki  | nem jutott ki  | 3.            | 10            | 4             | 5             | 1             | 21            | 9             |
| 1998           | nem jutott ki  | nem jutott ki  | nem jutott ki  | nem jutott ki  | nem jutott ki  | nem jutott ki  | nem jutott ki  | nem jutott ki  | nem jutott ki  | 3.            | 10            | 5             | 1             | 4             | 16            | 6             |
| 2002           | nem jutott ki  | nem jutott ki  | nem jutott ki  | nem jutott ki  | nem jutott ki  | nem jutott ki  | nem jutott ki  | nem jutott ki  | nem jutott ki  | 2.            | 12            | 6             | 2             | 4             | 20            | 10            |
| 2006           | Csoportkör     | 20.            | 3              | 1              | 0              | 2              | 3              | 4              | Keret          | 2.            | 14            | 11            | 0             | 3             | 37            | 12            |
| 2010           | nem jutott ki  | nem jutott ki  | nem jutott ki  | nem jutott ki  | nem jutott ki  | nem jutott ki  | nem jutott ki  | nem jutott ki  | nem jutott ki  | 3.            | 10            | 4             | 4             | 2             | 17            | 6             |
| 2014           | nem jutott ki  | nem jutott ki  | nem jutott ki  | nem jutott ki  | nem jutott ki  | nem jutott ki  | nem jutott ki  | nem jutott ki  | nem jutott ki  | 3.            | 10            | 4             | 3             | 3             | 13            | 9             |
| 2018           | nem jutott ki  | nem jutott ki  | nem jutott ki  | nem jutott ki  | nem jutott ki  | nem jutott ki  | nem jutott ki  | nem jutott ki  | nem jutott ki  | 3.            | 10            | 4             | 3             | 3             | 17            | 10            |
| 2022           | nem jutott ki  | nem jutott ki  | nem jutott ki  | nem jutott ki  | nem jutott ki  | nem jutott ki  | nem jutott ki  | nem jutott ki  | nem jutott ki  | 3.            | 8             | 4             | 2             | 2             | 14            | 9             |
| 2026           | később         | később         | később         | később         | később         | később         | később         | később         | később         | később        | később        | később        | később        | később        | később        | később        |
| Összesen       |                | 9/22           | 33             | 12             | 5              | 16             | 47             | 49             | –              | Összesen      | 146           | 78            | 31            | 37            | 278           | 126           |

### Európa-bajnokság
Európa-bajnok
      Ezüstérem
      Bronzérem
| Európa-bajnokság | Európa-bajnokság | Európa-bajnokság | Európa-bajnokság | Európa-bajnokság | Európa-bajnokság | Európa-bajnokság | Európa-bajnokság | Európa-bajnokság | Európa-bajnokság | Selejtezők        | Selejtezők    | Selejtezők    | Selejtezők    | Selejtezők    | Selejtezők    | Selejtezők    |        |
| Év               | Eredmény         | H.               | M                | Gy               | D                | V                | G+               | G–               | Keret            | H.                | M             | Gy            | D             | V             | G+            | G–            |        |
| Csehszlovákia    | Csehszlovákia    | Csehszlovákia    | Csehszlovákia    | Csehszlovákia    | Csehszlovákia    | Csehszlovákia    | Csehszlovákia    | Csehszlovákia    | Csehszlovákia    | Csehszlovákia     | Csehszlovákia | Csehszlovákia | Csehszlovákia | Csehszlovákia | Csehszlovákia | Csehszlovákia |        |
| ---------------- | ---------------- | ---------------- | ---------------- | ---------------- | ---------------- | ---------------- | ---------------- | ---------------- | ---------------- | ----------------- | ------------- | ------------- | ------------- | ------------- | ------------- | ------------- | ------ |
| 1960             | Bronzérem        | 3.               | 2                | 1                | 0                | 1                | 2                | 3                | Keret            | Negyeddöntő       | 6             | 4             | 1             | 1             | 16            | 5             |        |
| 1964             | nem jutott ki    | nem jutott ki    | nem jutott ki    | nem jutott ki    | nem jutott ki    | nem jutott ki    | nem jutott ki    | nem jutott ki    | nem jutott ki    | Első forduló      | 2             | 0             | 1             | 1             | 2             | 3             |        |
| 1968             | nem jutott ki    | nem jutott ki    | nem jutott ki    | nem jutott ki    | nem jutott ki    | nem jutott ki    | nem jutott ki    | nem jutott ki    | nem jutott ki    | 2.                | 6             | 3             | 1             | 2             | 8             | 4             |        |
| 1972             | nem jutott ki    | nem jutott ki    | nem jutott ki    | nem jutott ki    | nem jutott ki    | nem jutott ki    | nem jutott ki    | nem jutott ki    | nem jutott ki    | 2.                | 6             | 4             | 1             | 1             | 11            | 4             |        |
| 1976             | Európa-bajnok    | 1.               | 2                | 1                | 1                | 0                | 5                | 3                | Keret            | 1.                | 8             | 5             | 2             | 1             | 19            | 7             |        |
| 1980             | Bronzérem        | 3.               | 4                | 1                | 2                | 1                | 5                | 4                | Keret            | 1.                | 6             | 5             | 0             | 1             | 17            | 4             |        |
| 1984             | nem jutott ki    | nem jutott ki    | nem jutott ki    | nem jutott ki    | nem jutott ki    | nem jutott ki    | nem jutott ki    | nem jutott ki    | nem jutott ki    | 3.                | 8             | 3             | 4             | 1             | 15            | 7             |        |
| 1988             | nem jutott ki    | nem jutott ki    | nem jutott ki    | nem jutott ki    | nem jutott ki    | nem jutott ki    | nem jutott ki    | nem jutott ki    | nem jutott ki    | 2.                | 6             | 2             | 3             | 1             | 7             | 5             |        |
| 1992             | nem jutott ki    | nem jutott ki    | nem jutott ki    | nem jutott ki    | nem jutott ki    | nem jutott ki    | nem jutott ki    | nem jutott ki    | nem jutott ki    | 2.                | 8             | 5             | 0             | 3             | 12            | 9             |        |
| Csehország       |                  |                  |                  |                  |                  |                  |                  |                  |                  |                   |               |               |               |               |               |               |        |
| 1996             | Ezüstérem        | 2.               | 6                | 2                | 2                | 2                | 7                | 8                | Keret            | 1.                | 10            | 6             | 3             | 1             | 21            | 6             |        |
| 2000             | Csoportkör       | 10.              | 3                | 1                | 0                | 2                | 3                | 3                | Keret            | 1.                | 10            | 10            | 0             | 0             | 26            | 5             |        |
| 2004             | Elődöntő         | 3.               | 5                | 4                | 0                | 1                | 10               | 5                | Keret            | 1.                | 8             | 7             | 1             | 0             | 23            | 5             |        |
| 2008             | Csoportkör       | 11.              | 3                | 1                | 0                | 2                | 4                | 6                | Keret            | 1.                | 12            | 9             | 2             | 1             | 27            | 5             |        |
| 2012             | Negyeddöntő      | 6.               | 4                | 2                | 0                | 2                | 4                | 6                | Keret            | 2. (pótselejtező) | 10            | 6             | 1             | 3             | 15            | 8             |        |
| 2016             | Csoportkör       | 21.              | 3                | 0                | 1                | 2                | 2                | 5                | Keret            | 1.                | 10            | 7             | 1             | 2             | 19            | 14            |        |
| 2020             | Negyeddöntő      | 6.               | 5                | 2                | 1                | 2                | 6                | 4                | Keret            | 2.                | 8             | 5             | 0             | 3             | 13            | 11            |        |
| 2024             | Csoportkör       | 22.              | 3                | 0                | 1                | 2                | 3                | 5                | Keret            | 2.                | 8             | 4             | 3             | 1             | 12            | 6             |        |
| 2028             | később           | később           | később           | később           | később           | később           | később           | később           | később           | később            | később        | később        | később        | később        | később        | később        | később |
| 2032             | később           | később           | később           | később           | később           | később           | később           | később           | később           | később            | később        | később        | később        | később        | később        | később        | később |
| Összesen         |                  | 11/17            | 40               | 15               | 8                | 17               | 51               | 52               | –                | Összesen          | 132           | 85            | 24            | 23            | 263           | 108           |        |

### UEFA Nemzetek Ligája
| Csoportkör / Negyeddöntő / Osztályozó | Csoportkör / Negyeddöntő / Osztályozó | Csoportkör / Negyeddöntő / Osztályozó | Csoportkör / Negyeddöntő / Osztályozó | Csoportkör / Negyeddöntő / Osztályozó | Csoportkör / Negyeddöntő / Osztályozó | Csoportkör / Negyeddöntő / Osztályozó | Csoportkör / Negyeddöntő / Osztályozó | Csoportkör / Negyeddöntő / Osztályozó | Csoportkör / Negyeddöntő / Osztályozó | Csoportkör / Negyeddöntő / Osztályozó | Csoportkör / Negyeddöntő / Osztályozó | Egyenes kieséses szakasz | Egyenes kieséses szakasz | Egyenes kieséses szakasz | Egyenes kieséses szakasz | Egyenes kieséses szakasz | Egyenes kieséses szakasz | Egyenes kieséses szakasz | Egyenes kieséses szakasz | Egyenes kieséses szakasz |
| Szezon                                | Liga                                  | Csoport                               | H                                     | M                                     | Gy                                    | D                                     | V                                     | G+                                    | G–                                    | Feljutás/kiesés                       | Helyezés                              | Év                       | Eredmény                 | M                        | Gy                       | D                        | V                        | G+                       | G–                       | Keret                    |
| ------------------------------------- | ------------------------------------- | ------------------------------------- | ------------------------------------- | ------------------------------------- | ------------------------------------- | ------------------------------------- | ------------------------------------- | ------------------------------------- | ------------------------------------- | ------------------------------------- | ------------------------------------- | ------------------------ | ------------------------ | ------------------------ | ------------------------ | ------------------------ | ------------------------ | ------------------------ | ------------------------ | ------------------------ |
| 2018–19                               | B                                     | 1.                                    | 2.                                    | 4                                     | 2                                     | 0                                     | 2                                     | 4                                     | 4                                     | Állandó                               | 20.                                   | 2019                     | nem jutott be            | nem jutott be            | nem jutott be            | nem jutott be            | nem jutott be            | nem jutott be            | nem jutott be            | nem jutott be            |
| 2020–21                               | B                                     | 2.                                    | 1.                                    | 6                                     | 4                                     | 0                                     | 2                                     | 9                                     | 5                                     | Növekedés                             | 19.                                   | 2021                     | nem jutott be            | nem jutott be            | nem jutott be            | nem jutott be            | nem jutott be            | nem jutott be            | nem jutott be            | nem jutott be            |
| 2022–23                               | A                                     | 2.                                    | 4.                                    | 6                                     | 1                                     | 1                                     | 4                                     | 5                                     | 13                                    | Csökkenés                             | 14.                                   | 2023                     | nem jutott be            | nem jutott be            | nem jutott be            | nem jutott be            | nem jutott be            | nem jutott be            | nem jutott be            | nem jutott be            |
| 2024–25                               | B                                     | 1.                                    | 1.                                    | 6                                     | 3                                     | 2                                     | 1                                     | 9                                     | 8                                     | Növekedés                             | 14.                                   | 2025                     | nem jutott be            | nem jutott be            | nem jutott be            | nem jutott be            | nem jutott be            | nem jutott be            | nem jutott be            | nem jutott be            |
| 2026–27                               | A                                     |                                       |                                       |                                       |                                       |                                       |                                       |                                       |                                       |                                       |                                       | 2027                     |                          |                          |                          |                          |                          |                          |                          |                          |
| Összesen                              | Összesen                              | Összesen                              | Összesen                              | 22                                    | 10                                    | 3                                     | 9                                     | 27                                    | 30                                    |                                       |                                       |                          | 0/4                      | –                        | –                        | –                        | –                        | –                        | –                        |                          |

### Konföderációs kupa
| Év       | Eredmény      | Hely          | M             | Gy            | D             | V             | Rg            | Kg            | P             |
| -------- | ------------- | ------------- | ------------- | ------------- | ------------- | ------------- | ------------- | ------------- | ------------- |
| 1992     | Nem jutott be | Nem jutott be | Nem jutott be | Nem jutott be | Nem jutott be | Nem jutott be | Nem jutott be | Nem jutott be | Nem jutott be |
| 1995     | Nem jutott be | Nem jutott be | Nem jutott be | Nem jutott be | Nem jutott be | Nem jutott be | Nem jutott be | Nem jutott be | Nem jutott be |
| 1997     | Bronzérmes    | 3.            | 5             | 2             | 1             | 2             | 10            | 7             | 7             |
| 1999     | Nem jutott be | Nem jutott be | Nem jutott be | Nem jutott be | Nem jutott be | Nem jutott be | Nem jutott be | Nem jutott be | Nem jutott be |
| 2001     | Nem jutott be | Nem jutott be | Nem jutott be | Nem jutott be | Nem jutott be | Nem jutott be | Nem jutott be | Nem jutott be | Nem jutott be |
| 2003     | Nem jutott be | Nem jutott be | Nem jutott be | Nem jutott be | Nem jutott be | Nem jutott be | Nem jutott be | Nem jutott be | Nem jutott be |
| 2005     | Nem jutott be | Nem jutott be | Nem jutott be | Nem jutott be | Nem jutott be | Nem jutott be | Nem jutott be | Nem jutott be | Nem jutott be |
| 2009     | Nem jutott be | Nem jutott be | Nem jutott be | Nem jutott be | Nem jutott be | Nem jutott be | Nem jutott be | Nem jutott be | Nem jutott be |
| 2013     | Nem jutott be | Nem jutott be | Nem jutott be | Nem jutott be | Nem jutott be | Nem jutott be | Nem jutott be | Nem jutott be | Nem jutott be |
| 2017     | Nem jutott be | Nem jutott be | Nem jutott be | Nem jutott be | Nem jutott be | Nem jutott be | Nem jutott be | Nem jutott be | Nem jutott be |
| Összesen | Bronzérmes    | 1/8           | 5             | 2             | 1             | 2             | 10            | 7             | 7             |

## Mezek a válogatott története során
A cseh labdarúgó-válogatott hagyományos szerelése piros mez, fehér nadrág és kék sportszár, egy ideje tiszta piros az első számú szerelés. A váltómez leggyakrabban fehér mezből, fehér nadrágból és fehér sportszárból áll. 
Hazai
| 1996 | 2000 | 2004 | 2006 | 2008 | 2010 | 2012 | 2014 | 2016 |  |

Idegenbeli
| 1996 | 2000 | 2004 | 2006 | 2008 | 2010 | 2012 | 2014 | 2016 |

## Játékoskeret
A cseh válogatott kerete a 2020-as labdarúgó-Európa-bajnokság mérkőzéseire.  
A pályára lépések és gólok száma 2021. június 22-én  Anglia elleni mérkőzés után lett frissítve.
| Szám            | Poszt       | Név              | Születési dátum (kor)         | Válogatottság | Gólok   | Klub                |
| Kapusok         | Kapusok     | Kapusok          | Kapusok                       | Kapusok       | Kapusok | Kapusok             |
| --------------- | ----------- | ---------------- | ----------------------------- | ------------- | ------- | ------------------- |
| 1               | kapus       | Tomáš Vaclík     | 1989. március 29. (36 éves)   | 40            | 0       | Sevilla FC          |
| 16              | kapus       | Ales Mandous     | 1992. április 21. (33 éves)   | 1             | 0       | SK Sigma Olomouc    |
| 23              | kapus       | Tomáš Koubek     | 1992. április 14. (33 éves)   | 11            | 0       | FC Augsburg         |
| Védők           |             |                  |                               |               |         |                     |
| 2               | hátvéd      | Pavel Kadeřábek  | 1992. április 25. (33 éves)   | 47            | 3       | TSG 1899 Hoffenheim |
| 3               | hátvéd      | Ondrej Celustka  | 1989. június 18. (36 éves)    | 29            | 3       | AC Sparta Praha     |
| 4               | hátvéd      | Jakub Brabec     | 1992. augusztus 6. (32 éves)  | 21            | 1       | FC Viktoria Plzeň   |
| 5               | hátvéd      | Vladimir Coufal  | 1992. augusztus 22. (32 éves) | 19            | 2       | West Ham United FC  |
| 6               | hátvéd      | Tomáš Kalas      | 1993. május 15. (32 éves)     | 26            | 2       | Bristol City FC     |
| 9               | hátvéd      | Tomáš Holeš      | 1993. március 31. (32 éves)   | 11            | 1       | Slavia Praha        |
| 17              | hátvéd      | David Zima       | 2000. november 8. (24 éves)   | 2             | 0       | SK Slavia Praha     |
| 18              | hátvéd      | Jan Bořil        | 1991. január 11. (34 éves)    | 26            | 0       | SK Slavia Praha     |
| 22              | hátvéd      | Ales Mateju      | 1996. június 3. (29 éves)     | 4             | 0       | Brescia Calcio      |
| Középpályások   |             |                  |                               |               |         |                     |
| 7               | középpályás | Antonin Barak    | 1994. december 3. (30 éves)   | 21            | 6       | Hellas Verona FC    |
| 8               | középpályás | Vladimír Darida  | 1990. augusztus 8. (34 éves)  | 75            | 8       | Hertha BSC          |
| 12              | középpályás | Lukas Masopust   | 1993. február 12. (32 éves)   | 25            | 2       | SK Slavia Praha     |
| 13              | középpályás | Petr Sevcik      | 1994. május 4. (31 éves)      | 10            | 0       | SK Slavia Praha     |
| 14              | középpályás | Jakub Jankto     | 1996. január 19. (29 éves)    | 38            | 4       | UC Sampdoria        |
| 15              | középpályás | Tomáš Souček     | 1995. február 27. (30 éves)   | 38            | 7       | West Ham United FC  |
| 21              | középpályás | Alex Kral        | 1998. május 19. (27 éves)     | 21            | 2       | FK Szpartak Moszkva |
| 26              | középpályás | Michal Sadílek   | 1999. május 31. (26 éves)     | 1             | 0       | FC Slovan Liberec   |
| Támadók         |             |                  |                               |               |         |                     |
| 10              | csatár      | Patrik Schick    | 1996. január 24. (29 éves)    | 29            | 14      | Bayer 04 Leverkusen |
| 11              | csatár      | Michael Krmencik | 1993. március 15. (32 éves)   | 31            | 9       | PAÓK PAE            |
| 19              | csatár      | Adam Hložek      | 2002. július 25. (22 éves)    | 6             | 0       | AC Sparta Praha     |
| 20              | csatár      | Matej Vydra      | 1992. május 1. (33 éves)      | 38            | 6       | Burnley FC          |
| 24              | csatár      | Tomáš Pekhart    | 1989. május 26. (36 éves)     | 23            | 2       | Legia Warszawa      |
| 25              | csatár      | Jakub Pesek      | 1993. június 24. (32 éves)    | 2             | 1       | FC Slovan Liberec   |
| Bő keret tagjai |             |                  |                               |               |         |                     |
| -               | hátvéd      | Ondrej Kudela    | 1987. március 26. (38 éves)   | 8             | -       | SK Slavia Praha     |
| -               | középpályás | David Pavelka    | 1991. május 18. (34 éves)     | 23            | 1       | AC Sparta Praha     |
| -               | csatár      | Lukas Provod     | 1996. október 23. (28 éves)   | 7             | 1       | SK Slavia Praha     |

## Válogatottsági rekordok
Az adatok 2021. március 26. állapotoknak felelnek meg.
- A még aktív játékosok (félkövérrel) vannak megjelölve.

### Legtöbbször pályára lépett játékosok

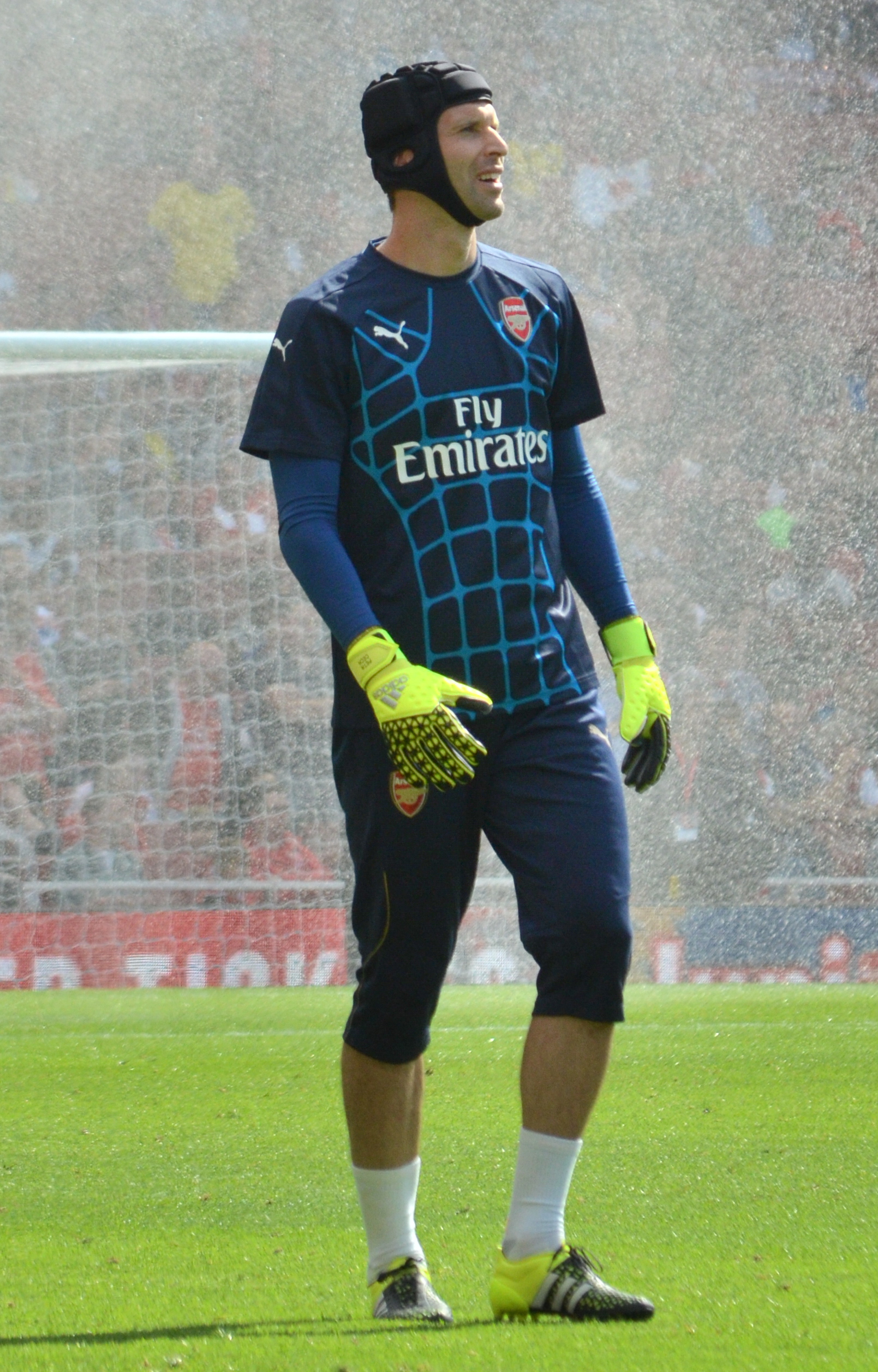
Petr Čech a válogatottsági rekorder 124 mérkőzéssel.

| #  | Név               | Időszak   | Mérkőzés | Gólok |
| -- | ----------------- | --------- | -------- | ----- |
| 1  | Petr Čech         | 2002–2016 | 124      | 0     |
| 2  | Karel Poborský    | 1994–2006 | 119      | 8     |
| 3  | Tomáš Rosický     | 2000–2017 | 105      | 23    |
| 4  | Jaroslav Plašil   | 2004–2016 | 103      | 7     |
| 5  | Milan Baroš       | 2001–2012 | 93       | 41    |
| 6  | Jan Koller        | 1999–2009 | 91       | 55    |
| 6  | Pavel Nedvěd      | 1994–2006 | 91       | 18    |
| 8  | Vladimír Šmicer   | 1993–2005 | 80       | 27    |
| 9  | Tomáš Ujfaluši    | 2001–2009 | 78       | 2     |
| 10 | Marek Jankulovski | 2000–2009 | 77       | 11    |

### Legtöbb gólt szerző játékosok

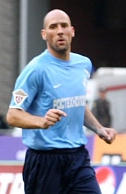
Jan Koller 55 góllal a cseh válogatott legeredményesebb játékosa.

| #  | Játékos           | Időszak   | Gól | Vál. |
| -- | ----------------- | --------- | --- | ---- |
| 1  | Jan Koller        | 1999–2009 | 55  | 91   |
| 2  | Milan Baroš       | 2001–2012 | 41  | 93   |
| 3  | Vladimír Šmicer   | 1993–2005 | 27  | 81   |
| 4  | Tomáš Rosický     | 2000–2017 | 23  | 105  |
| 5  | Pavel Kuka        | 1994–2001 | 22  | 63   |
| 6  | Patrik Berger     | 1994–2001 | 18  | 44   |
| 6  | Pavel Nedvěd      | 1994–2006 | 18  | 91   |
| 8  | Vratislav Lokvenc | 1995–2006 | 14  | 74   |
| 9  | Tomáš Necid       | 2008–     | 12  | 42   |
| 10 | Marek Jankulovski | 2000–2009 | 11  | 77   |

## Szövetségi kapitányok
Václav Ježek (1993)

 Dušan Uhrin (1994–1997)

 Jozef Chovanec (1998–2001)

 Karel Brückner (2001–2008)

 Petr Rada (2008–2009)

 František Straka (2009)

 Ivan Hašek (2009)

 Michal Bílek (2009–2013)

 Josef Pešice (2013)

 Pavel Vrba (2014–2016)

 Karel Jarolím (2016–2018)

 Jaroslav Silhavy (2018–)